# Libertador (Aragua)
Libertador is een gemeente in de Venezolaanse staat Aragua. De gemeente telt 95.000 inwoners. De hoofdplaats is Palo Negro.